# أل لويس
أل لويس (بالإنجليزية: Al Lewis) هو مقدم برامج إذاعية ونفساني وممثل أمريكي، ولد في 30 أبريل 1923 بنيويورك في الولايات المتحدة، وتوفي بنفس المكان في 3 فبراير 2006.

## أعمال

### أفلام
- (1969) هم يقتلون الخيول، أليس كذلك ؟[5]
- (1974) أمنية الموت
- (1980) سيارات مستعملة

## وصلات خارجية
- أل لويس على موقع IMDb (الإنجليزية)
- أل لويس على موقع قاعدة بيانات برودواي على الإنترنت (الإنجليزية)
- أل لويس على موقع قاعدة بيانات برودواي على الإنترنت (الإنجليزية)
- أل لويس على موقع إن إن دي بي (الإنجليزية)
- أل لويس على موقع قاعدة بيانات الفيلم (الإنجليزية)